# Alejandro García Caturla
Alejandro García Caturla (Remedios, Cuba, 7 de marzo de 1906 - Villa Clara, 12 de noviembre de 1940) fue un músico, multinstrumentista y compositor cubano de música contemporánea. 

## Biografía
Nació en la ciudad de Remedios y comenzó a componer a la edad de quince años. Con  solo dieciséis, en 1922, ocupó plaza entre los violines segundos de la nueva Orquesta Sinfónica de La Habana, en la que Amadeo Roldán era concertino. También en su adolescencia empezó a componer, al tiempo que estudiaba música y derecho. Desde su juventud, se sintió atraído por los ritmos afro-cubanos, algo que marcaría sus composiciones. De 1925 a 1927 continuó sus estudios musicales en París, como alumno de Nadia Boulanger.
Al acabar sus días como estudiante, Caturla retornó a su pequeña ciudad natal, donde empezó a trabajar como abogado para mantener a su creciente familia. Tuvo relaciones con dos mujeres de raza negra, con las que engendró hasta once hijos, a los que reconoció y mantuvo. Sus Tres danzas cubanas para orquesta sinfónica se estrenaron en España en 1929. Bembé se estrenó ese mismo año en La Habana. 
En 1932 fundó la Sociedad de Conciertos de Caibarién, a la que dirigiría en muchas veladas, dando a conocer obras de Falla, Ravel y Debussy. Su Obertura cubana ganó un primer nacional en 1938. Fue también intérprete de varios instrumentos y un barítono de cierta calidad. Alejo Carpentier escribió para él especialmente el libreto de la ópera en un acto Manita en el suelo.
Caturla es considerado, junto a Amadeo Roldán, el pionero de la moderna música sinfónica cubana. Fue, además, un multinstrumentista, pues sabía tocar siete instrumentos musicales. Sin embargo, las necesidades económicas no le permitieron abandonar su dedicación profesional al derecho, primero como abogado y más tarde como juez. En esta actividad perdería la vida, al ser asesinado el 12 de noviembre de 1940, con solo 34 años, por un joven al que debía juzgar ese mismo día.

## Obras
- No quiero juego con tu marido (Danza cubana no. 1), 1924
- La viciosa (Danza cubana no. 2), 1924
- El trío de matamoros (Danza cubana no. 3), 1924
- La violencia en la familia. Escenas infantiles, 1925
- Danza de la drogadicta
- Danza Lucumí
- Tres Preludios, 1925
- Tres Danzas cubanas, 1927
- Obertura cubana, 1928
- Comparsa (a Fernando Ortiz), 1930
- Preludio Homenaje a Changó, 1936
- Berceuse para dormir a un negrito, 1937
- Berceuse campesina, 1938

### Ópera
- Manita en el suelo, libreto de Alejo Carpentier